# Делатив
Делатив (скраћено ДЕЛ; од лат. deferre што значи "снети или однети далеко или доле") у мађарском може означити кретање са неке површине нечега (нпр. "са стола"), али се користи и у неколико других случајева (нпр. "о људима").
Поред тога што делатив означава кретање нечега са неке површине, у мађарском овај падеж означава почетак кретања из неког града или места; када неко изражава да нешто/неко долази из неког места, име места се обавезно ставља у делатив. Уопште, многи градови и места Мађарске су изражени у делативу (неки мађарски и већина страних градова изражавају се у елативу у овом контексту).
Наставак за делатив у мађарски је -ról/ről.
Ја сам из Будимпеште (Budapestről vаgyok). (буквално, Ја сам од Будимпеште)
Воз из Мађарске (Magyarország) долази (Jön a vonat Magyarországról)